# Six (película)
Six es una película en idioma télugu del 2013, creada por Vega Entertainments Pvt Ltd. El thriller de suspenso fue producido por Bollamoni Krishna y dirigido por Srikanth Lingaad. Está protagonizada por Jagapati Babu, Gayathri Iyer en los papeles principales y la música compuesta por Ravi Varma. La película, que también fue doblada al hindi, fue un fracaso. 

## Trama
La película está ambientada en Uravakonda, una remota aldea situada en la India (Nallamala Hills o Forest). La trama se basa en una serie de misteriosas muertes que ocurren durante la noche. Los aldeanos tienen miedo de salir de sus casas entre las 6:00 p. m. y las 6:00 a. m. y la policía no puede dar una respuesta específica sobre este extraño fenómeno. El investigador principal Satyam Rajesh pensó que las muertes inexplicadas eran obra de magos, fantasmas, vampiros o juego sucio del jefe de la aldea, Pruthvi Raj. Solo una joven de Uravakonda llamada Tripura (Gayatri Iyer) fue capaz de revelar el secreto detrás de los asesinatos. Al ser interrogada por el oficial de policía, revela que un científico (Surya), utilizando la cubierta del bosque para investigar la resurrección a través de los virus, había exhumado a su amante Vijay (Jagapati Babu), un oficial del Servicio Administrativo Indio recientemente calificado que murió trágicamente por un rayo y revivió su cadáver. Su amante fue entonces revivido por un experimento fallido, convirtiéndolo en un monstruo que debe beber sangre humana entre la puesta y la salida del sol para sobrevivir. Tripura, el oficial de policía y el científico se aventuran en el bosque para encontrar, atrapar y curar a Vijay, con un antivirus que le devolverá la forma humana. Una vez resuelto el misterio de las muertes de Uravakonda, el pueblo vuelve a la normalidad y Vijay asume su papel de oficial del IAS.

## Reparto
- Jagapati Babu como Vijay.
- Gayathri Iyer como Tripura.
- Pruthvi Raj como Jagga Reddy.
- Surya como el científico.
- Satyam Rajesh como el oficial de policía.
- Debina Bonnerjee en la canción del artículo de surru.

## Banda sonora
| Six                         | Six          |
| --------------------------- | ------------ |
| Banda sonora por Ravi Varma |              |
| Lanzada                     | 2012         |
| Género                      | Banda Sonora |
| Duración                    | 19:16        |
| Discográfica                | VEGA Music   |
| Productor                   | Ravi Varma   |

La banda sonora fue compuesta por Ravi Varma y lanzada en VEGA Music Company.
| N.º           | Título                            | Letras             | Cantante(s)          | Duración |
| ------------- | --------------------------------- | ------------------ | -------------------- | -------- |
| 1.            | "Andhamaina Teenage"              | Srinivas Mukkamala | Ravi Varma           | 3:36     |
|               | "Nee Jathalona"                   | Srinivas Mukkamala | Dikar, Anjana Sowmya | 4:05     |
|               | "Surru Surru"                     | Bhaskarbhatla      | Sravana Bhargavi     | 3:30     |
|               | "Unnadhi Okate Life"              | Sagar Raya         | Hemachandra          | 3:07     |
| 5.            | "Nee Jathalona (Música Temátima)" | Music Bit          | Instrumental         | 1:23     |
| 6.            | "Andhamaina Teenage (F)"          | Srinivas Mukkamala | Shivani              | 3:35     |
| Total length: | Total length:                     | Total length:      | Total length:        | 19:16    |